# Omaanse rial
De rial is de munteenheid van Oman. Eén rial is duizend baisa.
Het papiergeld is beschikbaar in 100, 200, 500 baisa en 1, 5, 10, 20 en 50 rial.
Munten bestaan in 5, 10, 25 en 50 baisa.
De waarde van de rial is gekoppeld aan de Amerikaanse dollar. Tussen 1973 en 1986 was er sprake van een vaste wisselkoers van 
1 rial = 2,895 dollars. In 1986 werd deze veranderd in 1 rial = 2,6008 dollar. Deze verhouding wordt nog steeds door de Centrale Bank van Oman gehandhaafd.